# Der Feldherrnhügel (1953)
Der Feldherrnhügel ist eine österreichische Militärfilmkomödie aus dem Jahr 1953 von Ernst Marischka mit Paul Hörbiger, Hans Holt und der Schweizer Leinwand-Debütantin Annemarie Düringer in den Hauptrollen. Der Geschichte liegt das gleichnamige Theaterstück von Alexander Roda Roda und Carl Rössler zugrunde.

## Handlung
In der “guten, alten” k.u.k.-Zeit. Der österreich-ungarische Oberleutnant Geza von Hajos hat soeben die reizende Komtesse Julia Kopsch-Grantignan standesamtlich geheiratet. Ehe er nun auch die kirchliche Zeremonie hinter sich bringen kann, trifft er noch einmal auf seine ehemalige Geliebte Frau von Lamasy und gibt ihr einen Abschiedskuss. Dies sieht seine gestrenge Schwiegermutter, die ehrpusslige Gräfin Kopsch-Grantignan, und versteht diese Situation prompt falsch. Zornig nutzt sie ihre guten Kontakte zu den Spitzen des Wiener Militärs und sorgt dafür, dass ihr Schwiegersohn Hajos in ein entlegenes Ulanenregiment versetzt wird. Bei einem hier abgehaltenen Regimentsfest treffen alle Beteiligte ungewollt aufeinander und sorgen somit für neue Verwicklungen, Missverständnisse und daraus resultierende Komplikationen.
Derweil erhofft sich Regimentskommandeur Oberst von Leuckfeld bald in Rente gehen zu dürfen und macht daher beim anstehenden Regimentsmanöver absichtlich alles falsch was man nur falsch machen kann. Doch was immer er auch anstellt, es reicht nicht, um ihn in den Ruhestand zu versetzen, auf dass er endlich seine Pensionierung genießen kann. Während das Manöver in vollem Gange ist, hat sich Komtesse Julia vorgenommen, ihres Gatten Gezas mutmaßlichen Fehltritt mit Frau von Lamasy zu rächen, in dem sie mit dem zum Manöver angereisten Erzherzog Karl Viktor heftig poussiert. Dieser Umstand bringt sie jedoch ungewollt in eine delikate um nicht zu sagen ziemlich heikle Situation, aus der sie ausgerechnet ihre angebliche Rivalin um Gezas Gunst rettet. Nachdem sich die Gemüter allmählich beruhigt haben und alle Missverständnisse geklärt wurden, kann nun endlich auch die kirchliche Trauung vollzogen werden.

## Produktionsnotizen
Der Feldherrnhügel entstand im Frühjahr 1953 im Filmstudios von Wien-Sievering sowie mit Außenaufnahmen in Wien und Umgebung und Breitenfurt. Die Uraufführung erfolgte am 25. September 1953 in Köln und München, die Wiener Premiere war am 13. Oktober desselben Jahres.
Karl Ehrlich übernahm die Produktionsleitung, die Filmbauten gestaltete Fritz Jüptner-Jonstorff.

## Kritik
Im Lexikon des Internationalen Films urteilte: „Die temperamentvolle, treffend besetzte Verfilmung eines satirischen Bühnenschwanks von Roda-Roda, die das Niveau der üblichen Militärklamotten überragt.“